# 아프리카의 교통
아프리카의 교통 체계는 식민지시대에 식민국의 전략적 의도와 경제적 필요에 따라 광산·농업·임산자원의 개발·반출에 적합하도록 정비되었다. 각국의 식민지정부는 개별적으로 자국 식민지에 철도망을 건설하였으나, 이웃 여러 나라와의 연관성은 고려되지 않았다.

## 철도 교통
철도 교통은 화물수송을 위주로 하며 현재에도 총수송량의 약 3/4은 수출용 화물이다. 아프리카의 철도 총연장은 약 7만5,000km 로 약 30%는 남아프리카공화국에 집중되어 있으며, 철도수입의 절반 이상을 남아프리카 공화국에서 차지하고 있다. 남아프리카 공화국 이외 지역의 철도는 각 영역마다 궤도가 다르고 정합성(整合性)이나 제휴성이 약했지만, 독립 뒤에는 일부 지역에서 기존 노선의 연장과 새로운 노선이 건설되었다. 특히 내륙국인 잠비아와 탄자니아의 다레스살람을 연결한 탄자니아-잠비아 철도는 중국의 원조와 기술협력에 의해 완성되었다. 이집트는 1859년에 카이로∼알렉산드리아 철도를 효시로, 카이로를 중심으로 해서 철도가 발달해 왔다. 총연장은 광궤(廣軌) 7,102km, 협궤(狹軌) 1,400km이다. 수단은 국토가 광대하기 때문에 영국 통치시대에 건설된 철도의 총연장이 상당히 길다. 튀니지는 프랑스 통치시대에 건설된 철도는 북부를 누비고 있는데, 그 중에는 광산개발용으로 건설된 것도 있다. 모로코의 철도는 국유화되어 있다.

## 도로 교통
한편, 철도와 수운의 이용이 한정된 아프리카에서는 도로가 매우 중요한 역할을 담당하고 있다.  이집트의 국도의 총연장은 2만 6,000km이다. 수단은 공업화 정책에 따라 도로의 정비가 추진되고 있으나 현재에도 우기에는 간선도로 이외의 곳에서는 교통이 복잡하다. 농산품의 집하·운송과 소비물자 및 승객의 수송에 편리한 소형 트럭을 많이 이용하고 있지만, 도로포장률이 낮고 도로의 유지·보수 등이 완전하지 못하다. 이러한 문제점을 해결하기 위해 국제 연합의 아프리카 경제 위원회는 몸바사와 라고스를 잇는 사하라 횡단 고속도로와 서아프리카의 라고스에서 다카르를 잇는 고속도로의 건설을 계획하고 있다. 도시 간의 교통은 자동차를 이용하고 있으나, 지역간 운반 교통으로는 북부지방에서는 낙타, 중부지방에서는 흑인, 남부에서는 소를 많이 이용한다. 도로망의 발달은 식민지 통치를 위한 정치적·군사적 필요성에서 시작되었으며, 경제 산업상의 목적은 그 다음이었다. 따라서 독립이 된 지금은 도로가 크게 부족하다. 알제리는 식민지 시대부터 국도가 잘 정비되어, 연안부의 간선도로는 전부 포장되어 있다. 사하라의 교통수단은 낙타에서 자동차와 비행기로 바뀌어 있지만 여전히 낙타는 사하라사막을 횡단하는 주요수단이다. 모로코의 도로망은 내륙부에도 펼쳐져 있어 버스교통이 발달해 있다.

## 수운 교통
수운은 콩고강, 나일강, 나이저강, 잠베지강 등이 하천 교통으로 이용되고 있으며, 해안지방의 도시인들은 국제적인 무역항이 많다. 특히 수에즈 운하는 유럽과 아시아의 지름길 역할을 한다. 나일강의 수로는 이집트와 수단에 이르는 내륙수로 교통로로서 농산물과 광산물의 수송을 주로 하는 등 고대로부터 잘 이용되어 왔다. 튀니지에는 비제르테, 가베스, 스팍스 등지에 항구가 있다. 알제리의 알제, 안나바, 오랑의 항구에서는 마르세유까지 정기선이 다닌다. 모로코의 탕헤르에는 에스파냐의 알헤시라스에 다니는 연락선 편이 있다.

## 항공 교통
이집트의 카이로 공항은 유럽, 아시아, 아프리카의 십자로에 위치해 있기 때문에 국제항공의 요충이 되고 있다. 수단의 수도 하르툼에는 국제공항이 있다.  리비아는 벵가지와 트리폴리에 국제공항이 있어 카이로, 로마, 튀니지 등지와 연결된다. 튀니지의 튀니스 카르타주라는 국제공항은 파리, 로마, 카이로 등과 연결된다. 알제리에는 안나바, 알제, 오랑 등지에 국제공항이 있어 유럽 및 아프리카 제국과 연결되어 있다. 모로코에는 카사블랑카에 국제공항이 있다.

## 나라별 교통

### 리비아
철도와 도로가 해안지역에서만 정비되어 있어, 사막 오지로의 교통은 곤란하다. 벵가지와 트리폴리에 국제공항이 있어 카이로, 로마, 튀니지 등지와 연결된다.

### 모로코
철도는 국유화되어 있으며 도로망은 내륙부에도 펼쳐져 있어 버스교통이 발달해 있다. 카사블랑카에 국제공항이 있고 탕헤르에는 에스파냐의 알헤시라스에 다니는 연락선 편이 있다.

### 수단
영국 통치시대에 건설된 철도는 국토가 광대하기 때문에 총연장이 상당히 길다. 나일의 수로는 고대로부터 잘 이용되어 왔다. 공업화 정책에 따라 도로의 정비가 추진되고 있으나 현재에도 우기에는 간선도로 이외의 곳에서는 교통이 곤란하다. 하르툼에는 국제공항이 있다.

### 알제리
식민지 시대부터 국도가 잘 정비되어, 연안부의 간선도로는 전부 포장되어 있다. 사하라의 교통수단은 낙타에서 자동차와 비행기로 바뀌어 있지만 여전히 낙타는 사하라사막을 횡단하는 주요수단이다. 안나바, 알제, 오랑 등지에 국제공항이 있어 유럽 및 아프리카 제국과 연결되어 있다. 알제, 안나바, 오랑의 항구에서는 마르세유까지 정기선이 다닌다.

### 이집트
소규모(小規模)의 것을 제외하고 교통기관은 전부 국영이다. 자동차교통의 발달에 따라 도로도 정비되고 있으며 철도는 1859년에 카이로∼알렉산드리아 철도를 효시로, 카이로를 중심으로 해서 발달해 왔다. 총연장은 광궤(廣軌) 7,102km, 협궤(狹軌) 1,400km이다. 카이로 공항은 유럽, 아시아, 아프리카의 십자로에 위치해 있기 때문에 국제항공의 요충이 되고 있다. 국도의 총연장은 2만 6,000km이며, 나일강은 수단에 이르는 내륙수로 교통로로서 농산물과 광산물의 수송을 주로 한다.

### 튀니지
프랑스 통치시대에 건설된 철도는 북부를 누비고 있는데, 그 중에는 광산개발용으로 건설된 것도 있다. 도로는 잘 정비되어 있다. 튀니스 카르타주라는 국제공항은 파리, 로마, 카이로 등과 연결된다. 비제르테, 가베스, 스팍스 등지에 항구가 있다.